# Prix Nike

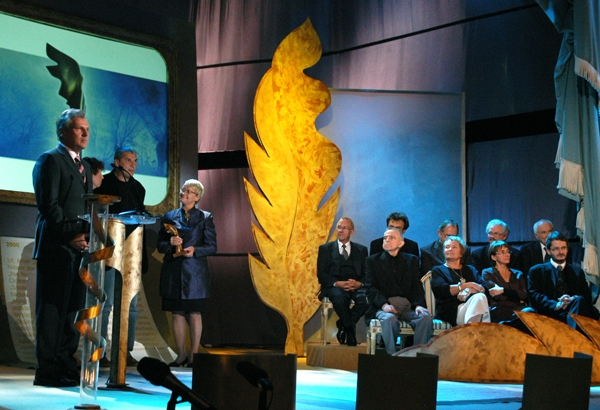
La cérémonie de remise du prix Nike en 2005

Le prix littéraire Nike (prononcer Niké) (en polonais : Nagroda literacka Nike) est un prix décerné chaque année depuis 1997 au meilleur livre polonais de l'année par une fondation créée à cet effet.
Son objectif est de promouvoir la littérature et les écrivains polonais, en particulier les romans et les romanciers. Le prix ne peut être décerné à titre posthume. Les prix ne peuvent pas être divisés ou non décernés.
Le lauréat est choisi à l'issue de trois étapes :
1. La première étape est la publication par le jury d'une liste de 20 nominations.
2. La seconde est le choix de sept finalistes.
3. La dernière est le choix du vainqueur par le jury au sein de ce groupe : la délibération intervient immédiatement avant la proclamation du résultat final.

L'auteur reçoit une statuette représentant une Niké de Gustaw Zemła, l'un des sculpteurs polonais les plus réputés et un prix en espèces, de 100 000 zlotys (environ 25 000 euros).
Les fondateurs du prix sont Gazeta Wyborcza et la Fondation Agora, créée par le même groupe.

## Ouvrages primés
- 2024 – Urszula Kozioł (en) pour le recueil de poèmes Raptularz (pl)[1]
- 2023 – Ten się śmieje, kto ma zęby de Zyta Rudzka (en)[2]
- 2022 – Mondo Cane de Jerzy Jarniewicz (en)
- 2021 – Kajś. Opowieść o Górnym Śląsku de Zbigniew Rokita (en)
- 2020 – Baśń o wężowym sercu albo wtóre słowo o Jakóbie Szeli (pl) de Radek Rak (en)[3]
- 2019 – Nie ma (pl), recueil de reportages de Mariusz Szczygieł
- 2018 – Rzeczy, których nie wyrzuciłem (pl)  recueil d'essais de Marcin Wicha (pl)[4]
- 2017 – Żeby nie było śladów (pl), de Cezary Łazarewicz (pl) (reportage historique)[5]
- 2016 – Nakarmić kamień (pl) de Bronka Nowicka (pl)
- 2015 – Księgi Jakubowe albo Wielka podróż przez siedem granic, pięć języków i trzy duże religie, nie licząc tych małych (Les Livres de Jacob ou Le Grand Voyage à travers sept frontières, cinq langues et trois grandes religions, sans compter les petites) d'Olga Tokarczuk
- 2014 – Zajeździmy kobyłę historii. Wyznania poobijanego jeźdźca de Karol Modzelewski
- 2013 – Ciemno, prawie noc (Il fait noir, presque nuit) de Joanna Bator
- 2012 – Książka twarzy (Le Livre des visages) de Marek Bieńczyk
- 2011 – Pióropusz de Marian Pilot
- 2010 – Nasza klasa. Historia w XIV lekcjach de Tadeusz Słobodzianek (en)
- 2009 – Piosenka o zależnościach i uzależnieniach de Eugeniusz Tkaczyszyn-Dycki
- 2008 – Bieguni (Les Pérégrins) d"Olga Tokarczuk
- 2007 – Traktat o łuskaniu fasoli (Traité sur l'épluchage des haricots) de Wiesław Myśliwski
- 2006 – Paw królowej (Tchatche ou crève) de Dorota Masłowska
- 2005 – Jadąc do Babadag (Sur la route de Babadag) d'Andrzej Stasiuk
- 2004 – Gnój de Wojciech Kuczok (en)
- 2003 – Zachód słońca w Milanówku (Le Coucher du soleil à Milanówek) de Jarosław Marek Rymkiewicz (en)
- 2002 – W ogrodzie pamięci (Dans le jardin de la mémoire) de Joanna Olczak-Ronikier (en)
- 2001 – Pod Mocnym Aniołem (Sous l'aile d'un ange) de Jerzy Pilch
- 2000 – Matka odchodzi (Ma mère s'en va) de Tadeusz Różewicz
- 1999 – Chirurgiczna precyzja (Une précision chirurgicale) de Stanisław Barańczak
- 1998 – Piesek przydrożny (Le Chien mandarin) de Czesław Miłosz
- 1997 – Widnokrąg de Wiesław Myśliwski

## Gagnants du prix des lecteurs
- 2023 – Gdynia obiecana. Miasto, modernizm, modernizacja 1920-1939 de Grzegorz Piątek

- 2022 – Oni. Homoseksualiści w czasie II wojny światowej de Joanna Ostrowska
- 2021 – Kajś de Zbigniew Rokita

- 2020 – 27 śmierci Toby’ego Obeda (Les 27 morts de Toby Obed) de Joanna Gierak-Onoszko[6]
- 2019 – Nie ma de Mariusz Szczygieł
- 2018 – Rzeczy, których nie wyrzuciłem de Marcin Wicha
- 2017 – Dwanaście srok za ogon de Stanisław Łubieński (pl)
- 2016 – 1945. Wojna i pokój de Magdalena Grzebałkowska
- 2015 – Księgi Jakubowe d'Olga Tokarczuk
- 2014 – Ości de Ignacy Karpowicz
- 2013 – Morfina (Morphine) de Szczepan Twardoch
- 2012 – Miłosz: biografia d'Andrzej Franaszek
- 2011 – Dziennik 1962–1969 (Journal 1962-1969) de Sławomir Mrożek
- 2010 - Jerzy Giedroyc. Do Polski ze snu de Magdalena Grochowska
- 2009 – Gulasz z turula de Krzysztof Varga
- 2008 – Bieguni (Les Pérégrins) d'Olga Tokarczuk
- 2007 – Gottland de Mariusz Szczygieł
- 2006 – Dwukropek de Wisława Szymborska
- 2005 – Podróże z Herodotem (Mes voyages avec Hérodote) de Ryszard Kapuściński
- 2004 – Gnój de Wojciech Kuczok
- 2003 – Wojna polsko-ruska pod flagą biało-czerwoną (titre français : Polococktail Party ) de Dorota Masłowska
- 2002 – Gra na wielu bębenkach d'Olga Tokarczuk
- 2001 – Pod Mocnym Aniołem de Jerzy Pilch
- 2000 – Matka odchodzi (Ma mère s'en va) de Tadeusz Różewicz
- 1999 – Dom dzienny, dom nocny d'Olga Tokarczuk
- 1998 – Mitologia Greków i Rzymian (La Mythologie des Grecs et des Romains) de Zygmunt Kubiak
- 1997 – Prawiek i inne czasy d'Olga Tokarczuk

## Finalistes
- 2016
  - 1945. Wojna i pokój Magdalena Grzebałkowska
  - W lodach Prowansji. Bunin na wygnaniu Renata Lis
  - Którędy na zawsze Piotr Matywiecki
  - Uprawa roślin południowych metodą Miczurina Weronika Murek
  - Nakarmić kamień Bronka Nowicka
  - Skoruń Maciej Płaza
  - Tatuaż z tryzubem Ziemowit Szczerek
- autres ouvrages sélectionnés
  - Dom z witrażem Żanna Słoniowska

(...)
- 2015
  - Matka Makryna Jacek Dehnel
  - Guguły Wioletta Grzegorzewska
  - Sońka Ignacy Karpowicz
  - Księgi Jakubowe Olga Tokarczuk
  - Przez sen Jacek Podsiadło
  - Szum Magdalena Tulli
  - Drach Szczepan Twardoch

- 2014
  - Niebko Brygida Helbig
  - Ości Ignacy Karpowicz
  - Zajeździmy kobyłę historii. Wyznania poobijanego jeźdźca Karol Modzelewski
  - Wiele demonów Jerzy Pilch
  - Nocne zwierzęta Patrycja Pustkowiak
  - Nadjeżdża Szymon Słomczyński
  - Jeden Marcin Świetlicki

- 2013
  - Ciemno, prawie noc Joanna Bator
  - Patrz na mnie, Klaro! Kaja Malanowska
  - Noc żywych Żydów Igor Ostachowicz
  - Morfina Szczepan Twardoch
  - Mokradełko Katarzyna Surmiak-Domańska
  - Bach for my baby Justyna Bargielska
  - Przygody na bezludnej wyspie Maciej Sieńczyk

- 2012
  - Imię i znamię Eugeniusz Tkaczyszyn-Dycki
  - Książka twarzy (Le livre des visages) Marek Bieńczyk
  - Nietoperz w świątyni. Biografia Jerzego Nowosielskiego Krystyna Czerni
  - Miłosz. Biografia Andrzej Franaszek
  - Miedzianka. Historia znikania Filip Springer
  - Dom żółwia. Zanzibar Małgorzata Szejnert
  - Włoskie szpilki Magdalena Tulli

- 2011
  - Balladyny i romanse Ignacy Karpowicz
  - Chmurdalia Joanna Bator
  - Dno oka Wojciech Nowicki
  - Dziennik 1962-1969 Sławomir Mrożek
  - Dziennik pisany później Andrzej Stasiuk
  - Obsoletki Justyna Bargielska
  - Pióropusz Marian Pilot

- 2010
  - Dni i noce Piotr Sommer
  - Ekran kontrolny Jacek Dehnel
  - Jasne niejasne Julia Hartwig
  - Jerzy Giedroyc. Do Polski ze snu Magdalena Grochowska
  - Nasza klasa Tadeusz Słobodzianek
  - Nocni wędrowcy Wojciech Jagielski
  - Śmierć czeskiego psa Janusz Rudnicki

- 2009
  - Fabryka muchołapek Andrzej Bart
  - Bambino Inga Iwasiów
  - Gesty Ignacy Karpowicz
  - Pałac Ostrogskich Tomasz Piątek
  - Piosenka o zależnościach i uzależnieniach Eugeniusz Tkaczyszyn-Dycki
  - Królowa tiramisu Bohdan Sławiński
  - Gulasz z turula Krzysztof Varga

- 2008
  - Przelotem Urszula Kozioł
  - Twarz Tuwima Piotr Matywiecki
  - Obwód głowy Włodzimierz Nowak
  - Czarny ogród Małgorzata Szejnert
  - Asystent śmierci Bronisław Świderski
  - Bieguni ((Les Pérégrins) Olga Tokarczuk
  - Nagrobek z lastryko Krzysztof Varga

- 2007
  - Niesamowita słowiańszczyzna Maria Janion
  - Traktat o łuskaniu fasoli Wiesław Myśliwski
  - Moje pierwsze samobójstwo Jerzy Pilch
  - Kolonie Tomasz Różycki
  - Gottland Mariusz Szczygieł
  - Muzyka środka Marcin Świetlicki
  - Skaza Magdalena Tulli

- 2006
  - Paw królowej (Tchatche ou crève) Dorota Masłowska
  - Ta chmura powraca Piotr Matywiecki
  - Wszystkie języki świata Zbigniew Mentzel
  - Warunek Eustachy Rylski
  - Dwukropek Wisława Szymborska
  - Wołoka Mariusz Wilk
  - Lubiewo Michał Witkowski

- 2005
  - My z Jedwabnego Anna Bikont
  - Podróże z Herodotem (Mes voyages avec Hérodote) Ryszard Kapuściński
  - Wyjątkowo długa linia Hanna Krall
  - Goldi Ewa Kuryluk
  - Wyjście Tadeusz Różewicz
  - Jadąc do Babadag Andrzej Stasiuk
  - Cała w piachu Dariusz Suska

- 2004
  - Gnój Wojciech Kuczok
  - Ja Ewa Lipska
  - Tartak Daniel Odija
  - Nowosielski Mieczysław Porębski
  - Krzemieniec Ryszard Przybylski
  - Tryby Magdalena Tulli
  - Finis Silesiae Henryk Waniek

- 2003
  - Błyski Julia Hartwig
  - Wojna polsko-ruska pod flagą biało-czerwoną (Polococktail Party)  Dorota Masłowska
  - Orfeusz i Eurydyka  (Orphée et Eurydice)Czesław Miłosz
  - Zachód słońca w Milanówku Jarosław Marek Rymkiewicz
  - Chwila Wisława Szymborska
  - Jakbyś kamień jadła Wojciech Tochman
  - Rosja, katolicyzm i sprawa polska Andrzej Walicki

- 2002
  - Nie ma odpowiedzi Julia Hartwig
  - Labirynt Krystian Lupa
  - W ogrodzie pamięci Joanna Olczak-Ronikier
  - Nożyk profesora Tadeusz Różewicz
  - Czynny do odwołania Marcin Świetlicki
  - Gra na wielu bębenkach Olga Tokarczuk
  - Tequila Krzysztof Varga

- 2001
  - Karoca z dyni Kinga Dunin
  - Sąsiedzi. Historia zagłady żydowskiego miasteczka Jan Tomasz Gross
  - Memorbuch Henryk Grynberg
  - Eine kleine Artur Daniel Liskowacki
  - Pod mocnym Aniołem Jerzy Pilch
  - Zmierzchy i poranki Piotr Szewc
  - Schodów się nie pali Wojciech Tochman

- 2000
  - Rzeczy nienasycone Andrzej Czcibor-Piotrowski
  - Szkoła bezbożników Wilhelm Dichter
  - Ciało, ubranie, pożądanie Krystyna Kłosińska
  - Rozhukany koń. Esej o myśleniu Juliusza Słowackiego Ryszard Przybylski
  - Matka odchodzi Tadeusz Różewicz
  - Znak niejasny, baśń półżywa Jarosław Marek Rymkiewicz
  - Pragnienie Adam Zagajewski

- 1999
  - Chirurgiczna precyzja Stanisław Barańczak
  - Bezpowrotnie utracona leworęczność Jerzy Pilch
  - Baśń zimowa: esej o starości Ryszard Przybylski
  - Zawsze fragment. Recycling Tadeusz Różewicz
  - Dom dzienny, dom nocny Olga Tokarczuk
  - W czerwieni Magdalena Tulli
  - W cudzym pięknie Adam Zagajewski

- 1998
  - Drohobycz, Drohobycz Henryk Grynberg
  - Gorący oddech pustyni Gustaw Herling-Grudziński
  - Byłam, byliśmy Irena Jurgielewiczowa
  - Mitologia Greków i Rzymian Zygmunt Kubiak
  - Piesek przydrożny Czesław Miłosz
  - Tezy o głupocie, piciu i umieraniu Jerzy Pilch
  - Kartoteka rozrzucona Tadeusz Różewicz

- 1997
  - Koń Pana Boga. Szkoła bezbożników Wilhelm Dichter
  - Mowa w stanie oblężenia Michał Głowiński
  - Szkice historyczne Zbigniew Kruszyński
  - Widnokrąg Wiesław Myśliwski
  - Zawsze fragment Tadeusz Różewicz
  - Prawiek i inne czasy Olga Tokarczuk
  - Marksizm i skok do królestwa wolności. Dzieje komunistycznej utopii Andrzej Walicki

### Les plus souvent sélectionnés
- 6 fois – Tadeusz Różewicz
- 4 fois – Jerzy Pilch, Olga Tokarczuk
- 3 fois – Ryszard Przybylski, Magdalena Tulli, Adam Wiedemann
- 2 fois – Wilhelm Dichter, Henryk Grynberg, Julia Hartwig, Dorota Masłowska, Piotr Matywiecki, Czesław Miłosz, Wiesław Myśliwski, Jarosław Marek Rymkiewicz, Wisława Szymborska, Marcin Świetlicki, Wojciech Tochman, Andrzej Walicki, Krzysztof Varga, Adam Zagajewski

## Jury
- 2015 – Piotr Bratkowski, Tomasz Fiałkowski, Mikołaj Grabowski, Irena Grudzińska-Gross, Ryszard Koziołek (président), Rafał Marszałek, Stanisław Obirek, Maria Anna Potocka, Maria Zmarz-Koczanowicz.
- 2014 – Marek Beylin, Piotr Bratkowski, Mikołaj Grabowski, Irena Grudzińska-Gross, Ryszard Koziołek, Rafał Marszałek, Tadeusz Nyczek (président), Stanisław Obirek, Maria Poprzęcka.
- 2013 - Marek Beylin, Przemysław Czapliński, Jan Gondowicz, Mikołaj Grabowski, Inga Iwasiów, Ryszard Koziołek, Tadeusz Nyczek (przewodniczący), Maria Poprzęcka, Joanna Tokarska-Bakir.
- 2012 - Marek Beylin, Przemysław Czapliński, Jan Gondowicz, Inga Iwasiów, Ryszard Koziołek, Tadeusz Nyczek (président), Adam Pomorski, Maria Poprzęcka, Iwona Smolka.
- 2011 - Przemysław Czapliński, Edward Balcerzan, Grażyna Borkowska (président), Tomasz Fiałkowski, Jan Gondowicz, Inga Iwasiów, Adam Pomorski, Iwona Smolka, Joanna Tokarska-Bakir.
- 2010 - Edward Balcerzan, Grażyna Borkowska (président), Tadeusz Bradecki, Kinga Dunin, Tomasz Fiałkowski, Marcin Król, Adam Pomorski, Iwona Smolka, Joanna Tokarska-Bakir
- 2009 - Dariusz Nowacki, Edward Balcerzan, Grażyna Borkowska (président), Kinga Dunin, Marcin Król, Marta Wyka, Tadeusz Bartoś, Tadeusz Bradecki, Tomasz Fiałkowski
- 2008 – Dariusz Nowacki, Kinga Dunin, Małgorzata Szpakowska, Marcin Król, Marian Stala, Marta Wyka, Tadeusz Bartoś, Tadeusz Bradecki, Tadeusz Drewnowski
- 2007 – Dariusz Nowacki, Henryk Bereza, Izabella Cywińska, Małgorzata Szpakowska, Marek Zaleski, Marian Stala, Marta Wyka, Tadeusz Bartoś, Tadeusz Drewnowski
- 2006 – Andrzej Makowiecki, Henryk Bereza, Izabella Cywińska, Małgorzata Szpakowska, Marek Zaleski, Marian Stala, Piotr Wierzbicki, Tadeusz Drewnowski, Tadeusz Sobolewski
- 2005 – Andrzej Franaszek, Andrzej Makowiecki, Henryk Bereza, Izabella Cywińska, Wacław Oszajca, Lidia Burska, Marek Zaleski, Piotr Wierzbicki, Tadeusz Sobolewski
- 2004 – Andrzej Franaszek, Andrzej Makowiecki, François Rosset, Kazimierz Kutz, Wacław Oszajca, Lidia Burska, Maria Janion, Piotr Wierzbicki, Tadeusz Sobolewski
- 2003 – François Rosset, Jerzy Jarzębski, Joanna Szczepkowska, Kazimierz Kutz, Wacław Oszajca, Lidia Burska, Maria Janion, Stanisław Bereś, Stefan Chwin
- 2002 – François Rosset, Jerzy Jarzębski, Jolanta Brach-Czaina, Kazimierz Kutz, Stanisław Musiał, Maria Janion, Piotr Bratkowski, Stanisław Bereś, Stefan Chwin
- 2001 – Erwin Axer, Jerzy Jarzębski, Jolanta Brach-Czaina, Stanisław Musiał, Maria Janion, Piotr Bratkowski, Przemysław Czapliński, Stanisław Bereś, Stefan Chwin
- 2000 – Erwin Axer, Henryk Samsonowicz, Jan Błoński, Jolanta Brach-Czaina, Stanisław Musiał, Maria Janion, Piotr Bratkowski, Przemysław Czapliński, Stanisław Bereś, Stefan Chwin
- 1999 – Henryk Samsonowicz, Jan Błoński, Maria Janion, Piotr Bratkowski, Przemysław Czapliński, Stanisław Bereś, Stefan Chwin
- 1998 et 1997 – Henryk Samsonowicz, Jan Błoński, Józef Tischner, Maria Janion, Piotr Bratkowski, Przemysław Czapliński, Ryszard Kapuściński, Stanisław Bereś, Stefan Chwin